# Applicativi d'autore
Gli applicativi d'autore (authoring systems) sono quei software verticali che consentono la realizzazione di una comunicazione multimediale, articolata e riproducibile su personal computer. 
L'intento è quello di poter produrre e veicolare contenuti (immagini statiche, animazioni grafiche, filmati video, commenti sonori, effetti audio e altro) su supporti come cd-rom, DVD, via web, ma anche attraverso un circuito, chiuso o aperto, di display distribuiti e connessi tra loro in rete.
Tra gli esempi di questa categoria di applicativi si possono trovare i software commerciali Scala Infochannel, Macromedia Director, WireSpring, Ventuz.